# Cala Futadera
La cala Futadera, cala Fotedera, o cala de sa Futadera, és una cala natural no urbanitzada del municipi de Tossa de Mar (Selva), situada entre la Cala Giverola i la Cala Salionç (i petites cales intermèdies).
Orientada al nord-est, les dimensions de la seva platja són de 75 metres de llargada i 14 d'amplada, en l'anomenada platja gran, i de 59 metres de llargada i 9 d'amplada, en l'anomenada platja petita, poc més al nord. Està formada per sorra de gra gruixut i té un fort pendent d'entrada a l'aigua, amb un fons marí sorrenc. No disposa de cap tipus de servei. S'hi practica el nudisme.
Aquesta cala és anomenada popularment com la dels 300 escalons, ja que per arribar-hi per terra cal fer una baixada per una llarga escala.
En els temps de màxima expansió turística, va haver-hi diversos projectes per ubicar un port esportiu en aquesta cala separada uns 4 km del nucli de Tossa de Mar.
El fons marí d'aquesta cala també ha comportat controvèrsia, donades les extraccions de sorra amb destí a d'altres indrets de la Costa Brava.